# Christian de La Croix de Castries
Pour les articles homonymes, voir Castries.
Christian de La Croix de Castries, né le 11 août 1902 à Paris 16e, où il est mort le 29 juillet 1991,, est le général français notamment connu pour avoir commandé le camp retranché de Diên Biên Phù lors de la guerre d'Indochine en 1954.

## Biographie

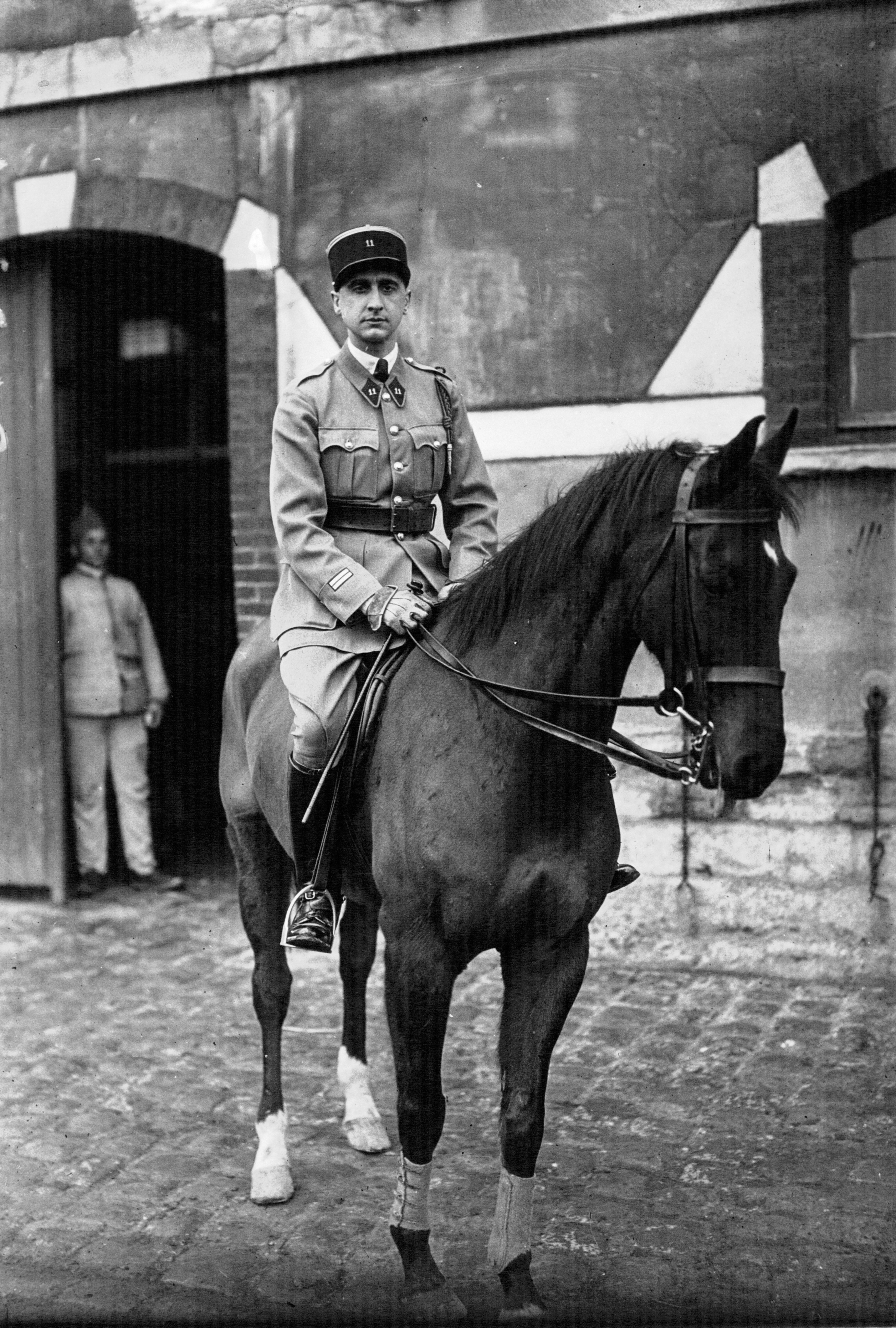
Castries, lieutenant au 11e cuirassiers en 1934.

### Famille
Christian Marie Ferdinand de La Croix de Castries est né à Paris, au sein d'une famille noble. Sa famille est ducale et lui porte le titre de comte. Il compte parmi ses ancêtres plusieurs générations de militaires de haut rang.
Il épouse Denise Schwob d'Héricourt, divorcée de l'industriel Georges-Emmanuel Lang (Les Fils d'Emanuel Lang), fille d'André Schwob d'Héricourt et nièce de James Schwob d'Héricourt.

### Entre-deux-guerres
En 1921, il s'engage dans l'armée de terre au titre de la cavalerie. Il effectue sa scolarité d' élève-officier de cavalerie et sort de l'École de cavalerie de Saumur en 1926, il remporte plusieurs prix hippiques en France et à l'étranger avant la guerre de 1940 et établit un record de saut en hauteur.

### Seconde Guerre mondiale

#### Bataille de France (mai-juin 1940)
Il participe à la bataille de France en mai-juin 1940 sur le front de la Sarre. Lieutenant, il est blessé et fait prisonnier. Il réussit à s'évader, après trois tentatives, en mars 1941. Il est cité à l’ordre de l’armée le 16 août 1940 : « Magnifique officier de cavalerie, tenant avec son peloton et une section de chasseurs, un avant-poste dont la défense s'avérait extrêmement difficile, a été dès le 12 mai 1940, au premier jour, encerclé par l'ennemi. Ayant reçu l'ordre de résister, a montré dans ces circonstances tragiques, la fermeté de caractère et l'esprit de décision d'un vrai chef. A subi durant toute la journée, trois attaques ennemies, les repoussant de tous ses feux et à la grenade. A électrisé par son courage l'ardeur de ses hommes ramenant dans son réduit, sept cadavres allemands et un prisonnier blessé, n'ayant eu lui-même que deux blessés légers. Après avoir fait le bilan de ces moyens de résistance, a décidé pour le lendemain quatre heures d'exécuter une ultime sortie en emmenant ses blessés. L’exécution eut lieu, lui-même ne partant que le dernier comme il en avait décidé. Le chef de section et dix chasseurs purent rentrer dans nos lignes. Encerclé à nouveau, au milieu d’une intense fusillade, le lieutenant de Castries s'est battu à la tête d'une poignée d'hommes jusqu'au moment où un silence tragique a plané sur leur sort ».

#### Campagne d'Italie (1944)
Officier au 3e régiment de spahis marocains (3e RSM) de la 2e division d'infanterie marocaine (2e DIM) au sein du Corps expéditionnaire français en Italie (CEF) du général Alphonse Juin, il débarque à Naples en novembre 1943.
En décembre 1943, il participe aux opérations du San-Michele, du Pantano, de la Mainarde, en janvier 1944, aux combats de de Costa San-Pietro, Mona-Casale et San-Croce, en mai, à la bataille du Garigliano, en juin à la marche sur Rome puis en juin-juillet à l'avancée vers Sienne et Florence. Le 29 juillet 1944, il est blessé au bras droit à Poggibonsi.
Au cours de la campagne, il est cité deux fois, une première fois à l’ordre de la 2e division d'infanterie marocaine le 10 mars 1944 puis, à l’ordre de l’armée le 22 septembre 1944 : « Officier de cavalerie de haute valeur et d'une bravoure exceptionnelle. S'est distingué à maintes reprises pendant les opérations d'hiver en Italie et lors de l'offensive sur le Garigliano ; chargé le 20 juin du commandement d'un détachement blindé, a magnifiquement accompli sa mission faisant de nombreux prisonniers. A eu l'honneur de rentrer le premier dans Sienne à la tête de son détachement aux premières heures, le 3 juillet. A été blessé le 19 juillet en sautant sur une mine à Poggibonsi au cours d'une mission de reconnaissance ».

#### Campagne de France (1944) et d'Allemagne (1945)
Il participe ensuite, toujours au 3e RSM, à la campagne de France en 1944 puis à la campagne d'Allemagne en 1945. 
À la tête de son unité de blindés qu'il mène jusqu'en Allemagne, il participe à la libération de Thann (Haut-Rhin) et, après avoir franchi le Rhin, participe à la prise de Karlsruhe puis de Freudenstadt. Il poursuit jusqu'en Autriche et, après avoir traversé le tunnel de l'Arlberg avec ses chars, il participe à la prise de la ville de Sankt-Anton, dans le Tyrol.
Il est à nouveau cité quatre fois : à l’ordre de la 2e DIM le 6 mars 1945 ; à l’ordre de l’armée, avec promotion au rang d’officier de la Légion d'honneur, le 7 avril 1945 : « Officier d'avant-garde de grande classe. Le 3 avril, chef d'un groupement de trois escadrons chargé de reconnaitre Karlsruhe et arrêté à six kilomètres au Nord par des difficultés de terrain, a abordé en pleine nuit les lisières Nord de la ville. Accueilli par un feu violent, est resté au contact jusqu'au matin malgré sa faiblesse numérique. Le 4 avril, ayant regroupé son détachement, s'est porté dès l'aube et sans attendre l'arrivée des unités voisines à l'attaque de la ville dans laquelle il a pénétré de vive force jouant dans son enlèvement le rôle principal » ;  à l’ordre de la division le 9 juillet 1945 ; à l’ordre de l’armée le 27 septembre 1945 : « Magnifique commandant d'avant-garde. Après s'être distingué à la prise de Karlsruhe le 4 avril 1945, n'a cessé, jusqu'à la fin des hostilités, à la tête du sous-groupement de tête du régiment, de talonner l'adversaire en retraite, attaquant avec vigueur toutes les résistances rencontrées, payant de sa personne au maximum et s'exposant constamment avec le plus complet mépris du danger. Le 17 avril après avoir culbuté une importante formation ennemie qui défendait avec acharnement les approches de Freudenstadt, s'est emparé de la ville qui constituait un des objectifs essentiels de l’armée ».

### Guerre d'Indochine
Colonel pendant la guerre d'Indochine, il prend en décembre 1953 le commandement du camp retranché de Diên Biên Phu et résiste pendant 57 jours, entre mars et mai 1954, avec les 14 000 soldats du corps expéditionnaire français en Indochine sous ses ordres, à l'assaut de cinq divisions du  Việt Minh (soit environ 48 000 combattants) sous les ordres du général Võ Nguyên Giáp. Il est nommé général de brigade  au cours de la bataille et il est fait prisonnier à la chute du camp retranché le 7 mai 1954, dans l'après-midi. 
Il est aperçu captif des forces armées du Viêt Minh dans le documentaire Vietnam (1955), qui fut réalisé par le reporter de guerre soviétique Roman Karmen. Relâché après quatre mois de captivité, il rentre en France et réalise alors un rapport secret destiné à l'état-major de l'armée de terre, retraçant ce qui s'était passé à Diên Biên Phu.  

### Dernières années
En tant que général de division, il commande en 1956 la  5e division blindée stationnée en Allemagne fédérale. 
En décembre 1959, il demande son placement en 2e section du cadre des officiers généraux (réserve). Il gère alors une société de récupération.  
Il meurt le 29 juillet 1991 à Paris. Il est inhumé au cimetière de Passy.

## Accusations de crimes de guerre en Allemagne en 1945
Lors de la prise de Freudenstadt, en Allemagne par les Alliés, les 16 et 17 avril 1945, selon le témoignage d’une doctoresse appelée au chevet des victimes, au moins six cents femmes auraient été violées par les troupes françaises, dont une partie par des soldats marocains, auxquels se joignirent des prisonniers de guerre polonais libérés dans le secteur. 
Les Allemands menèrent plus tard des enquêtes pour connaître les responsables qui avaient laissé les troupes se déchaîner de cette façon. La presse allemande accusa Christian de La Croix de Castries, d’avoir « autorisé ses spahis marocains à piller la ville et à violer les femmes. »,. 
Il commandait alors un groupe d'escadrons du 3e régiment de spahis marocains, régiment blindé composé très majoritairement, contrairement aux régiments de tirailleurs, de soldats européens, comme tous les régiments de spahis pendant les campagnes d'Italie et de la Libération.

## Distinctions et décorations
- Commandeur de la Légion d'honneur
- Croix de guerre 1939-1945 (8 citations)
- Croix de guerre des Théâtres d'opérations extérieurs (12 citations)
- 21 citations, dont 16 à l'ordre de l'armée[12].